# 讷德林根战役
讷德林根战役（有时也称为阿尔布赫战役）发生于1634年9月6日，地点在德国南部讷德林根附近，是三十年战争的一部分。战斗中，由马蒂亚斯·加拉斯率领的天主教联军彻底击败了新教联军。新教联军由古斯塔夫·霍恩和伯恩哈德·魏玛率领，试图拯救讷德林根，以免它落入围攻的神圣罗马军队手中。
这场战斗对瑞典人来说是三十年战争中最重大的惨败之一。它使战局有利于神圣罗马帝国，并粉碎了瑞典人以对他们有利的条件结束战争的期望。新教徒在战斗中损失了大约一半的人，古斯塔夫·霍恩被巴伐利亚人俘虏了八年，海尔布隆联盟瓦解。战役结束后，法国被迫积极投入三十年战争，德国内部的宗教战争变成了国家之间的冲突。

## 背景

### 指挥权

#### 新教同盟
古斯塔夫二世·阿道夫在吕岑阵亡后，奥克·托特接管了瑞典军队的指挥权。后来他于1633年辞职，指挥权交给了古斯塔夫·霍恩和伯恩哈德·魏玛。他二人性格迥异，相处得不好。魏玛凶狠而野心勃勃，霍恩温和而谦虚。霍恩习惯于接受古斯塔夫·阿道夫的命令，他试图继承古斯塔夫二世的战争策略。

#### 天主教联盟
前任神圣罗马帝国陆军总司令阿尔布雷希特·冯·华伦斯坦于1634年2月25日被暗杀，皇帝斐迪南二世任命其长子、匈牙利国王斐迪南三世为新任陆军总司令，但实际指挥权在奥克塔维奥·皮科洛米尼的帮助下，转给了马蒂亚斯·加拉斯。
蒂利伯爵死后，约翰·冯·奥尔德林根成为巴伐利亚和天主教联盟联军的指挥官，但他在对抗瑞典人的兰茨胡特战役中阵亡。洛林公爵查理四世成为继任的联军总指挥。来自意大利的西班牙援军的总司令是荷兰总督费尔南多红衣主教，他得到了莱加内斯侯爵的协助。费尔南多红衣主教是斐迪南三世的堂兄弟。

### 军队
神圣罗马帝国陆军有20000名步兵和13000名骑兵。其中，12000人是帝国陆军士兵，6000人是巴伐利亚人，15000人是西班牙人。此外，军中共有64门大炮。
瑞典联军、海尔布隆联盟拥有13300名步兵、10150名骑兵和68门大炮。在芬兰军队中，只有阿维德·维滕贝格率领的图尔库骑兵参加。总的来说，新教军队几乎完全由雇佣军组成，因为在吕岑和阿尔特韦斯特战役中遭受的损失摧毁了最初于1630年登陆德国的正规军。雇佣兵在战场上不像国家正规征兆的军队那样训练有素，因此到1632年，瑞典甚至在讷德林根之前就已经失去了在德国的军事优势。

### 战场

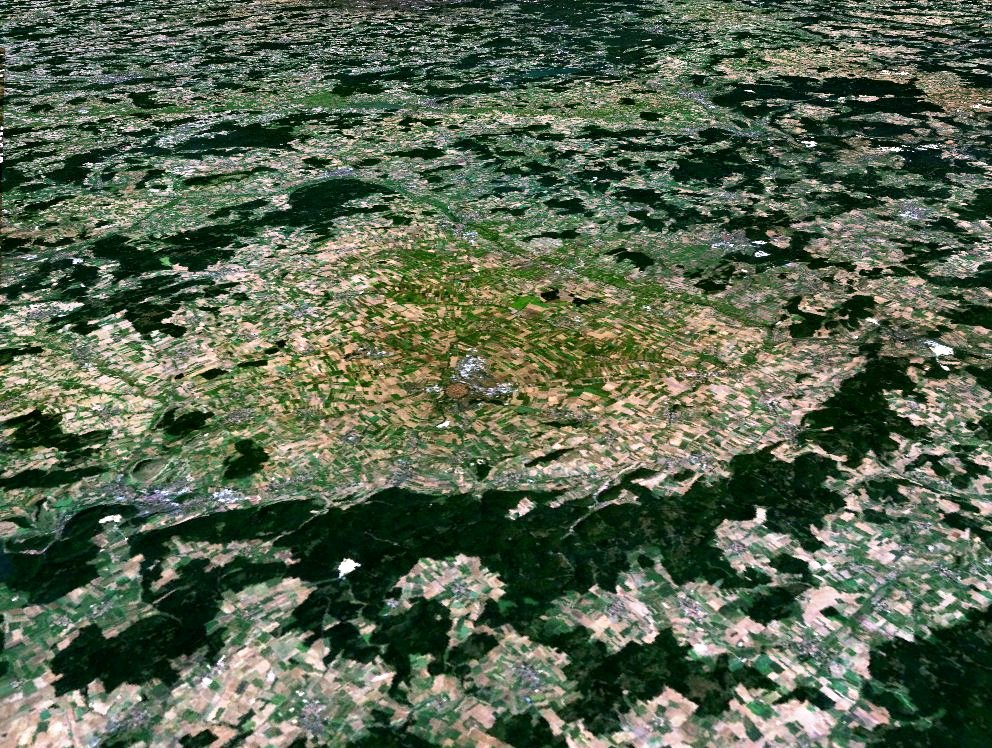
施瓦本汝拉山东端的陨石坑鸟瞰，中央即为讷德林根

讷德林根战役发生在讷德林根市镇以南。该地区位于施瓦本汝拉山东端的陨石坑中间。陨石坑的直径为15公里，深度为100-150米。城镇的南部是一系列山丘：加尔根山、施塔弗尔山、阿德勒山和申费尔德。第二组山丘紧邻申费尔德以南，从东南向西北延伸：阿尔布赫、黑瑟尔山、拉赫山、莱德勒和希梅尔赖希。其中，阿尔布赫尤其陡峭。这一连串丘陵的两端分别是北部的埃格尔河和南部的雷岑巴赫河。在这些丘陵和埃格尔河之间有一个相对开阔的三角形高原——赫克海默菲尔德。这里的地形特别不利于撤退，因为树木繁茂、地貌支离破碎，河流和溪流沿着丘陵之间的谷底流淌。

### 战斗前的情况
古斯塔夫二世·阿道夫国王阵亡后，埃克塞尔·乌克森谢纳成为瑞典总督。他的目标是让瑞典从三十年战争中脱身，以便将德国北部的被征服领土并入瑞典王国。1633年4月，他组织德国新教诸侯组成海尔布隆联盟，接管了德国南部的瑞典军队。伯恩哈德·魏玛成为这只军队的指挥官，与古斯塔夫·霍恩指挥的瑞典军队合作。
三十年战争的力量对比在1634年被两个事件改变：首先，瑞典人必须为继续与波兰的60年战争做准备，因为阿尔特马克停火协议即将失效，而俄罗斯已经在斯摩棱斯克战役后与波兰人议和。于是，乌克森谢纳将比雇佣兵更可靠的大量国家正规军转移到波罗的海驻扎。其次，西班牙人派荷兰驻军紧急援助皇帝斐迪南二世，从而更积极地介入了三十年战争。
1634年，瑞典和之前退出海尔布隆联盟的萨克森军队分别发起了两次针对帝国的行动：汉斯·格奥尔格·冯·阿尼姆率领萨克森军队前往西里西亚和波西米亚，并一直推进到布拉格。与此同时，由霍恩和魏玛指挥的海尔布隆联盟和瑞典军队入侵巴伐利亚。
帝国军队也在巴伐利亚推进，于7月收服了多瑙沃特，并恢复了奥地利和巴伐利亚哈布斯堡王朝之间的联系。之后，帝国军开始围攻雷根斯堡。新教军队重新联合起来试图拯救它，但为时已晚。雷根斯堡于7月14日向帝国投降。不过，在兰茨胡特，新教徒击败了约翰·冯·奥尔德林根领导的巴伐利亚军队，并于7月22日占领了这座城市。

### 讷德林根围城
7月30日，神圣罗马帝国军队开始围攻讷德林根，同时等待来自意大利北部的15000名西班牙援军。这座城市是德国南部重要的新教基地。围城者在城南的山丘上建立营地，并用建造了攻城器械。城里守军的处境很难堪：只有500名瑞典火枪手以及普通市民。
新教军队于8月下旬抵达。帝国军队已经在城南的山丘上整装待发。魏玛希望立即进攻，但霍恩想等援军抵达后再开战。最后他们决定采取后一种战略，这是一个严重的错误，因为当时由约翰·冯·韦尔特率领的帝国骑兵还在别处，西班牙援军也尚未到达。
最终新教军队错失了良机：韦尔特赶来协助攻城部队，西班牙援军也于9月2日抵达。帝国军队再次试图攻占这座城镇，虽然被暂时击退，但第二次进攻也可能导致讷德林根失守。在极端紧急的情况下，该市通过在教堂塔楼点燃一个焦油罐来求援。新教的主要军队位于埃格尔河以北，位于讷德林根西北约10公里处。
新教军队现在已经别无选择：现在，如果要保住讷德林根，他们就必须主动突围。如果这座城市落入神圣罗马皇帝手中，海尔布隆联盟可能会瓦解。新教指挥官霍恩和魏玛都不想被称为放弃讷德林根的懦夫。魏玛之还前亲自承诺镇民会支援他们。

## 9月5日

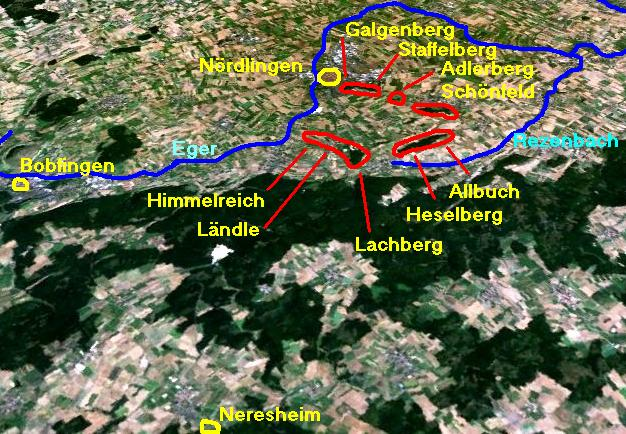
今天该地区城镇（黄色）、河流和丘陵（红色）的鸟瞰图。

新教军队部署在讷德林根西北侧，当时城镇和帝国军队在埃格尔河的另一边。直接在讷德林根过河很危险，所以新教徒在波普芬根逆流而上。军队随后向南进军内雷斯海姆，以从城市驻军获得援助。中午时分，一支军队留在那里守卫2700名符腾堡士兵，然后军队折回向东，向诺德林根挺进。
一支轻型克罗地亚骑兵队发现了新教军队的推进，帝国军队派克罗地亚骑兵和西班牙龙骑兵占领了希默尔赖希和阿尔布赫之间的丘陵。进入该地区后，魏玛于下午3点左右率部进攻，攻占了希梅尔赖希和兰德尔。在拉赫贝格，他被500名西班牙火枪手拦住。
当前线部队的大炮封锁了通往该地区的唯一道路时，霍恩被抛在后面。他直到晚上10点才到达战场。新教指挥官们互相协作，终于占领了黑塞尔堡，但攻占阿尔布赫只能拖到第二天早上，因为西班牙老兵活力很猛，而漆黑的夜里也不利于战斗。
阿尔布赫是这片丘陵中最难攻取的目标，因为它陡峭而裸露。加拉斯整夜都在加固山丘的工事：他制造了防卫设施，并在它们之后布置了另外5000名西班牙步兵。

## 9月6日

### 军队布局

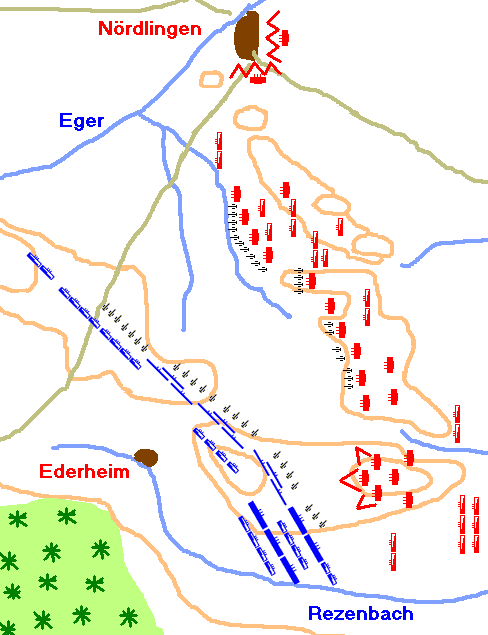
早上5点战斗前的军队分组（神圣罗马以红色标记、新教联盟为蓝色）。新教军队的主力在右翼，由霍恩领导。

新教联军的作战计划是在黎明时分由以霍恩为首的强大右翼攻占阿尔布赫。加拉斯建造的工事令人印象深刻，山坡陡峭，但如果不占领它们，就无法继续支援被围困的城市。如果占领这座山丘，帝国军队就像盘子一样躺在山下。
霍恩将他的部队分成四排：第一排有两个步兵队和三个骑兵中队，第二排有七个中队，第三排有三个步兵队，第四排有八个中队。第一排是最好的部队，包括国家征召步兵和骑兵，还有维滕贝格的芬兰轻骑兵。
魏玛率领战线中军和左翼，保卫前一天占领的山丘。另一个重要任务是在右翼不得不撤退时保护霍恩。魏玛位于兰德尔和黑塞尔贝格之间的中央编队如下：三个步兵队在赫塞尔贝格，其左侧有20门重炮在拉赫贝格。21个骑兵中队被分成三部分，一部分跟在步兵后面，两部分跟在炮兵后面。在左翼，陶帕德尔上校以一千名龙骑兵的卫队防守这一位置。
帝国军已经强力占领了阿尔布赫，剩余的军队驻扎在一条向北延伸至讷德林根的山链上。这样做是为了以防魏玛试图通过直接攻击解放被围困的城市。
阿尔布赫的工事由增援德国军队的西班牙步兵防守。在战斗群的中间是由查理四世率领的天主教联盟的军队。在联盟军和讷德林根之间，最远的是加拉斯率领的帝国军，其右侧受到克罗地亚轻骑兵的保护。此外，天主教军队不得不分出部分军队来占领讷德林根周围的设施。

### 霍恩指挥的右翼

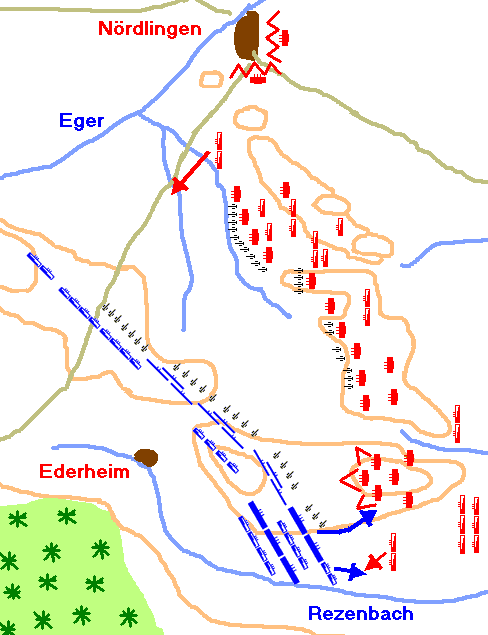
战斗开始时，霍恩率领五个步兵队袭击了阿尔布赫。

在古斯塔夫·霍恩率领的右翼，战斗以骑兵冲突开始，最右侧的冯·维茨莱本将进攻信号解读为立即行动，便指挥骑兵团提前进攻。神圣罗马帝国的重骑兵将骑兵团击退，但霍恩的全部骑兵在阿尔布赫以南的雷岑巴赫山谷中陷入了一场遭遇战。结果，霍恩不得不在没有足够火炮支援的情况下开始战斗。
步兵从两侧冲击阿尔布赫陡峭的斜坡，并设法控制了西班牙人占领的一些设施。然而，神圣罗马的反击让新教联军无法抵挡，这些设施又落入帝国手中。
霍恩又向阿尔布赫山坡发起了三次进攻，但在早上八点半的时候，很明显，如果没有援助，他将无法攻下这座山丘。魏玛从中央军出了两个步兵队，由海因里希·马蒂亚斯·冯·图恩率领，帮助右翼。新教徒又进行了10次冲击，直到攻占阿尔布赫明显已经无望。
将图恩派至右方，打开了魏玛的中军和霍恩右翼之间的空隙，使帝国军队能够攻击图恩步兵队的侧翼。霍恩派出骑兵帮助图恩，但巴伐利亚人在查理四世的指挥下袭击了支援部队并将他们驱走。迫于压力，图恩撤退到森林中隐蔽，但在返回海塞尔堡之前，他已经失去了一半以上人马。
此后，霍恩有身陷围困的危险，也清楚阿尔布赫无法攻克，他命令右翼撤退。他在骑兵护卫下沿着雷岑巴赫河谷撤退到埃德海姆，而步兵仍然留在哈塞尔贝格和拉赫贝格的中间，准备在那里涉水渡过雷岑巴赫河。

### 魏玛指挥的中军和左翼

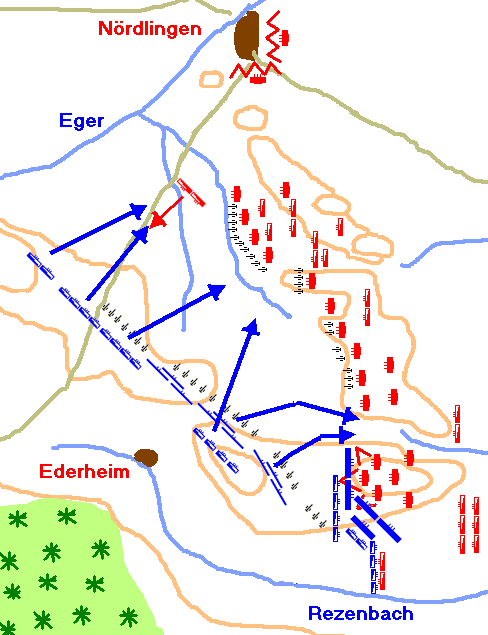
魏玛从中军了两个步兵队到阿尔布赫，这在中央和右翼之间打开了一个开口。 他亲自带领骑兵向左进攻，试图吸引神圣罗马军队的注意。

战斗开始时，城镇中心的大炮从早上5点开始向帝国工事开火，左翼的陶帕德尔龙骑兵在高原上与克罗地亚骑兵发生冲突。魏玛派出了由图恩率领的两个步兵队从右方支援霍恩攻打阿尔布赫，并派出2000名骑兵帮助陶帕德尔，目标是在这个方向上吸引帝国的注意。魏玛亲自率领三支骑兵进攻神圣罗马军队的右翼。随着霍恩向右撤退，魏玛也在高原战斗中被挤到了地势较低的角落。到上午10点，他已没有更多骑兵可以调遣，而加拉斯仍有候补的骑兵队。

### 神圣罗马的反击
霍恩撤退时，加拉斯趁机派西班牙和帝国军队沿着阿尔布赫的山坡进攻新教联军。与此同时，在右翼，随着加拉斯派遣他的后援部队投入战斗，力量平衡发生了变化。韦尔特率领的骑兵袭击了魏玛的前部，并将其冲散。骑兵随后加入了西班牙人和巴伐利亚人的行列，将步兵新教中军步兵从山丘上赶走。
右边，霍恩的撤退进行得很顺利，直到逃离山丘的步兵中军也向埃德海姆进发，几乎整个新教军队都归到一起了。在狭窄的山谷中，败亡的恐慌笼罩着整个军队，败军受到四面八方的袭扰，有组织的抵抗停止了。同时，霍恩指挥的右翼和魏玛指挥的左翼失去了联系。
在巴伐利亚人占领埃德海姆之前，只有霍恩所率步兵队逃到了雷岑巴赫河。残余军队逃到下游，但中军和右翼的其余部队被俘获。在帝国军队的右翼，克罗地亚人一路推进到内雷斯海姆，袭击新教联军的辎重并杀死了守卫它的符腾堡卫兵。

### 损失
新教联军损失了一半军队：8000人被杀，包括伤员也被残杀。4000人被俘，并照例被并入胜利者的军队。数百面军旗和所有的新教军野战大炮和货物被作为战利品缴获。神圣罗马帝国的损失为1500人阵亡，2000人受伤。

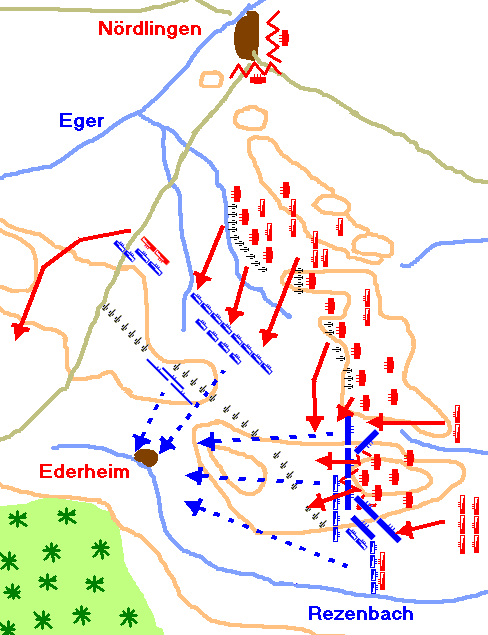
战斗以新教徒的惨败告终，神圣罗马帝国开始反击，新教联军的右翼和中心向埃德海姆方向撤退，目的是穿越那里的雷岑巴赫河。

古斯塔夫·霍恩试图阻止士兵溃退并亲自冲锋在前，但和他的部下一样，也被俘虏。巴伐利亚部队俘虏了他并首先将他带到因戈尔施塔特，很快他又被转移到博格豪森。在那里他被监禁了八年，直到1642年他从三位神圣罗马将军那里获释。三年前霍恩在布赖滕费尔德的表现给皇帝留下了深刻的印象，他们认为霍恩是一个特别有价值的囚犯。
魏玛在左翼奋勇抗敌。战马在水塘里被射中，但他勉强避免被俘，并得以在战场的军队突袭中撤退。维滕贝格也被监禁，但很快就被释放了。

## 影响

### 直接后果
战斗后的第二天，讷德林根投降。人们协商该市可以通过对围城部队支付大量强制税来免于劫掠。在所需的100000个国家塔勒中，市民能够筹集到一半。1634年瘟疫流行造成了进一步的破坏，它在1634年杀死了1500多名居民和300多名难民。这座城市在三十年战争中遭受了巨大的损失：人口从近9000人减少到一半，直到1939年才恢复到战前水平。战斗前几周维持两支大型军队的物资也被摧毁和遗弃到周围的乡村。
魏玛率领新教残兵穿过莱茵河到达阿尔萨斯，在那里他被转到法国服役。维滕贝格的芬兰轻骑兵最初也追随魏玛，但后来加入了托尔斯滕·斯托尔汉德斯克。
瑞典步兵撤退到奥格斯堡避难。巴伐利亚人开始围攻这座城市，经过顽强抵抗后，守军于1635年3月投降。随后纽伦堡投降。

### 长期影响

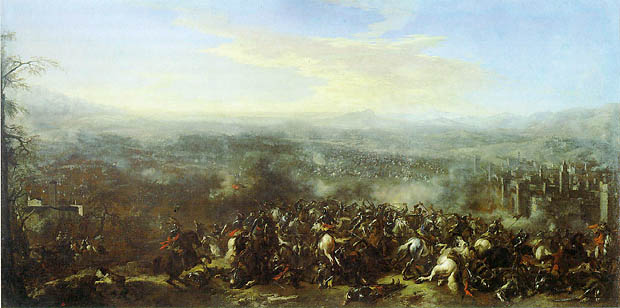
雅克·库尔图瓦所绘油画《讷德林根战役》

除了白山战役，讷德林根之役是神圣罗马帝国“三十年战争中最伟大的胜利”之一。比如，西班牙首相加斯帕尔·德·古兹曼·奥利瓦雷斯就称这是“我们这个时代最伟大的胜利”。它彻底改变了战争的战略局面：瑞典撤出了其在德国南部的所有驻军，海尔布隆联盟解体。1634年11月，在奥克森谢纳不知情的情况下，联盟的前成员派出一个代表团前往巴黎，声称如果法国国王向西班牙和神圣罗马皇帝宣战，他们将向其效忠。然而，与萨克森选帝侯约翰·格奥尔格一世所代表的帝国的和谈给新教联盟带来了最严重的损失。他们于1635年5月达成了布拉格和约，合约缔结方分别是神圣罗马皇帝和新教亲王。
根据布拉格和约，德意志诸侯的所有军队将统一成一支帝国军队。诸侯可以保有自己的军队，但只能作为帝国将军。诸侯之间的盟约被禁止，皇权得到承认。然而，和约对瑞典和法国无效，因为他们在德国投资的资源是没有回报的。法国积极参与战争和瑞典反抗者终结了皇帝斐迪南二世持久和平的梦想，直到他的继任者、讷德林根的胜利者斐迪南三世于1648年订立威斯特伐利亚和约，但条款要差得多。
萨克森是第一个让其军队与天主教联盟同皇帝站在一起的诸侯国。新军队的目的是将非国家力量驱逐出德意志。几个月之内，几乎所有德意志王子都效仿萨克森的榜样。三十年战争失去了宗教战争的性质，变成了驱逐外国列强的帝国战争。
讷德林根的战败最终打破了瑞典军队所向披靡的形象，结束了始于1630年的对德国的地区性征服。瑞典人在德国的地位崩溃了。直到1640年代初，瑞典才能够在德国中部和波西米亚建立一支与讷德林根战役之前类似的军事力量。
然而，这场斗争的主要后果是，在三十年战争中，法国再也无法躲在瑞典军事力量的背后。事实上，在西班牙军队袭击了特里尔的法国驻军后，红衣主教黎塞留于1635年5月19日向西班牙宣战。
霍恩被俘后，瑞典军队的指挥官連納爾特·托爾斯騰森和约翰·巴内尔追随他，他们后来又将战争的进程转向了有利于瑞典的一方。尤其巴内尔是一位创新的、令人惊讶的军官，几乎能与古斯塔夫二世·阿道夫相提并论。

## 争议
可以从许多不同的角度来解释讷德林根战役的经过和结果，因此这场战役极具争议。获胜的一方，西班牙、神圣罗马和巴伐利亚都试图将功劳归于自己，而霍恩和瑞典军队则将失败归咎于魏玛，这场战斗中唯一没有开口评论的一方。大概是由于军人的品性，他没有那样做，而是把政治问题留给了别人。直到19世纪，历史学家约翰·古斯塔夫·德罗伊森才开始公正评价魏玛。
在狱中，霍恩迅速写了一封道歉信，将这场惨败的责任全推给魏玛，完全撇清自己。这正中巴伐利亚选帝侯马克西米利安一世的下怀，因为攻击魏玛军队的正是巴伐利亚人。霍恩因此证实了巴伐利亚版本的说法，根据该说法，西班牙人和神圣罗马帝国无法单独赢得战役。正是巴伐利亚人驱离魏玛的军队，在新教军队中造成了最后的混乱，才结束了这场战役。
当瑞典代理总督奥克森谢纳确定这场失败不会给瑞典人带来负担时，马克西米利安和霍恩的说法在欧洲广泛传播。根据这种说法，霍恩在战斗中决策正确，在试图控制阿尔布赫失败之后，仍然可以通过撤退来避免损失，是魏玛过分燥进的军队才导致结局无法挽回。
事实是，魏玛与霍恩不同，参与了阿尔特韦尔特战役。在那里，他们在类似于抢占阿尔布赫失败的情况下全身而退。由于霍恩没有参与阿尔特韦尔特的战斗，他不知道如何充分重视帝国的防御阵地，指挥他的部队进行了多达十四次的进攻。两周前，当新教军队抵达该地区时，新教徒失去了击败帝国并控制讷德林根的唯一机会，当时霍恩犹豫是否支持魏玛的直接进攻。
综合各种史料来源，瑞典研究者约兰·吕斯兰德提出了他自己对讷德林根战役的综合分析：这场战斗的损失，无论是数量上还是质量上，都是由魏玛和霍恩共同造成。战争最初的战略制订就错了。神圣罗马军队已经展示了他们在吕岑和阿尔特韦尔特选择好的防守阵地的能力。他们在布莱登菲尔德选择的工事地点也不错，但神圣罗马军队在那里更加冒进并攻击了瑞典人。在讷德林根，帝国军的左右翼同时进攻是高超战术的体现。他们不可能失败，因为瑞典军队精疲力竭、忙于溃退，在质量和数量上都处于劣势。